# Myristica hollrungii
Myristica hollrungii är en tvåhjärtbladig växtart som beskrevs av Otto Warburg. Myristica hollrungii ingår i släktet Myristica och familjen Myristicaceae. Inga underarter finns listade i Catalogue of Life.